# Temporada 2025 de la NASCAR Cup Series

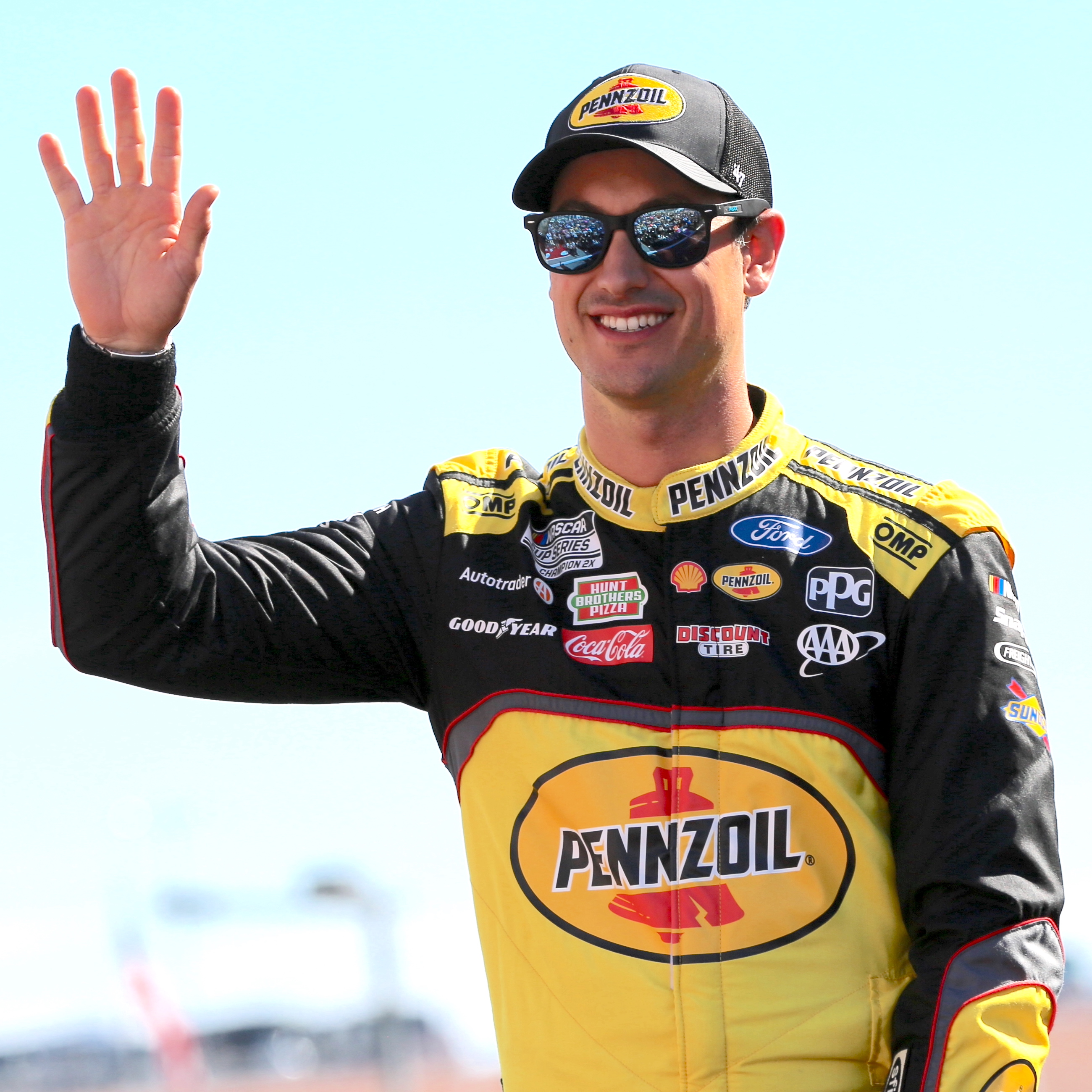
Joey Logano enters the season as the defending Cup Series champion.

La Copa NASCAR 2025 será la temporada número 77 de las carreras de autos stock profesionales de NASCAR en los Estados Unidos y la temporada 54 de la Serie de la Copa de la era moderna. La temporada comenzará con el Cook Out Clash en el Bowman Gray Stadium el 2 de febrero, seguido por The Duel en Daytona el 13 de febrero y la edición número 67 de las 500 Millas de Daytona (la primera carrera por puntos de la temporada) en febrero. 16, ambos en el Daytona International Speedway. La temporada terminará con la carrera por el campeonato de la NASCAR Cup Series en Phoenix Raceway el 2 de noviembre.
La temporada 2025 será el primer año bajo el nuevo acuerdo televisivo de NASCAR que durará hasta 2031. FOX transmitirá 12 carreras,Plantilla:Efn, mientras que NBC transmitirá 14 carreras. Amazon y TNT retransmitirán cinco carreras cada uno. Además, la temporada marcará el debut del torneo de temporada de NASCAR.
Esta será la primera temporada sin la propiedad de Tony Stewart de Stewart – Haas Racing, Gene Haas, el otro copropietario de SHR, anunció que conservaría el equipo y lo cambiaría a Haas Factory Team para 2025. Esta también será la primera temporada. sin el campeón de 2017, Martin Truex Jr., como piloto a tiempo completo, ya que anunció su retiro de las carreras a tiempo completo el 14 de junio de 2024. Esta también podría ser la primera temporada desde 2015 en tener más de 40 autos en una carrera con la nueva regla Provisional de Exención Abierta.
La temporada 2025 será la primera bajo el nuevo acuerdo de estatuto, que limita a los equipos a un máximo de tres estatutos. Hendrick Motorsports y Joe Gibbs Racing, que tienen cuatro estatutos cada uno, están protegidos por el nuevo acuerdo.
Joey Logano del equipo Penske comenzará la temporada como el campeón defensor de la Copa NASCAR 2024.

## Equipos y Pilotos

### Equipos autorizados
| Constructor | Equipo                   | Nº | Piloto                  | Jefe de equipo      | Referencias                                      |
| ----------- | ------------------------ | -- | ----------------------- | ------------------- | ------------------------------------------------ |
| Chevrolet   | Hendrick Motorsports     | 5  | Kyle Larson             | Cliff Daniels       | [ 1 ] [ 2 ]                                      |
| Chevrolet   | Hendrick Motorsports     | 9  | Chase Elliott           | Alan Gustafson      | [ 3 ] [ 4 ]                                      |
| Chevrolet   | Hendrick Motorsports     | 24 | William Byron           | Rudy Fugle          | [ 5 ] [ 6 ]                                      |
| Chevrolet   | Hendrick Motorsports     | 48 | Alex Bowman             | Blake Harris        | [ 7 ] [ 8 ]                                      |
| Chevrolet   | Hyak Motorsports         | 47 | Ricky Stenhouse Jr.     | Mike Kelley         | [ 9 ] [ 10 ] [ 11 ]                              |
| Chevrolet   | Kaulig Racing            | 10 | Ty Dillon               | Andrew Dickeson     | [ 12 ] [ 13 ] [ 14 ]                             |
| Chevrolet   | Kaulig Racing            | 16 | A. J. Allmendinger      | Trent Owens         | [ 15 ] [ 16 ] [ 13 ] [ 14 ]                      |
| Chevrolet   | Richard Childress Racing | 3  | Austin Dillon           | Richard Boswell     | [ 17 ] [ 18 ]                                    |
| Chevrolet   | Richard Childress Racing | 8  | Kyle Busch              | Randall Burnett     | [ 19 ] [ 20 ] [ 18 ]                             |
| Chevrolet   | Spire Motorsports        | 7  | Justin Haley            | Rodney Childers     | [ 21 ] [ 13 ]                                    |
| Chevrolet   | Spire Motorsports        | 71 | Michael McDowell        | Travis Peterson     | [ 22 ] [ 23 ] [ 13 ]                             |
| Chevrolet   | Spire Motorsports        | 77 | Carson Hocevar          | Luke Lambert        | [ 24 ] [ 25 ]                                    |
| Chevrolet   | Trackhouse Racing        | 1  | Ross Chastain           | Phil Surgen         | [ 26 ] [ 27 ] [ 28 ]                             |
| Chevrolet   | Trackhouse Racing        | 88 | Shane van Gisbergen (R) | Stephen Doran       | [ 29 ] [ 13 ] [ 27 ]                             |
| Chevrolet   | Trackhouse Racing        | 99 | Daniel Suárez           | Matt Swiderski      | [ 30 ] [ 31 ] [ 27 ] [ 32 ]                      |
| Ford        | Front Row Motorsports    | 4  | Noah Gragson            | Drew Blickensderfer | [ 13 ] [ 33 ] [ 34 ] [ 35 ] [ 36 ] [ 37 ] [ 38 ] |
| Ford        | Front Row Motorsports    | 34 | Todd Gilliland          | Chris Lawson        | [ 39 ] [ 40 ] [ 41 ] [ 22 ]                      |
| Ford        | Front Row Motorsports    | 38 | Zane Smith              | Ryan Bergenty       | [ 22 ] [ 42 ]                                    |
| Ford        | Haas Factory Team        | 41 | Cole Custer             | Aaron Kramer        | [ 43 ] [ 44 ] [ 45 ] [ 13 ]                      |
| Ford        | RFK Racing               | 6  | Brad Keselowski         | Jeremy Bullins      | [ 46 ] [ 47 ] [ 48 ] [ 49 ] [ 50 ]               |
| Ford        | RFK Racing               | 17 | Chris Buescher          | Scott Graves        | [ 17 ] [ 48 ] [ 50 ]                             |
| Ford        | RFK Racing               | 60 | Ryan Preece             | Derrick Finley      | [ 48 ] [ 51 ] [ 50 ]                             |
| Ford        | Rick Ware Racing         | 51 | Cody Ware               | Billy Plourde       | [ 52 ] [ 53 ] [ 54 ]                             |
| Ford        | Team Penske              | 2  | Austin Cindric          | Brian Wilson        | [ 17 ] [ 55 ]                                    |
| Ford        | Team Penske              | 12 | Ryan Blaney             | Jonathan Hassler    | [ 56 ] [ 55 ]                                    |
| Ford        | Team Penske              | 22 | Joey Logano             | Paul Wolfe          | [ 57 ] [ 17 ] [ 55 ]                             |
| Ford        | Wood Brothers Racing     | 21 | Josh Berry              | Miles Stanley       | [ 58 ] [ 59 ] [ 13 ]                             |
| Toyota      | 23XI Racing              | 23 | Bubba Wallace           | Charles Denike      | [ 60 ] [ 61 ] [ 62 ] [ 13 ]                      |
| Toyota      | 23XI Racing              | 35 | Riley Herbst (R)        | Davin Restivo       | [ 63 ] [ 17 ] [ 64 ]                             |
| Toyota      | 23XI Racing              | 45 | Tyler Reddick           | Billy Scott         | [ 17 ] [ 65 ] [ 66 ] [ 67 ]                      |
| Toyota      | Joe Gibbs Racing         | 11 | Denny Hamlin            | Chris Gayle         | [ 68 ] [ 69 ]                                    |
| Toyota      | Joe Gibbs Racing         | 19 | Chase Briscoe           | James Small         | [ 70 ] [ 71 ] [ 13 ]                             |
| Toyota      | Joe Gibbs Racing         | 20 | Christopher Bell        | Adam Stevens        | [ 72 ] [ 73 ] [ 55 ]                             |
| Toyota      | Joe Gibbs Racing         | 54 | Ty Gibbs                | Tyler Allen         | [ 17 ] [ 74 ]                                    |
| Toyota      | Legacy Motor Club        | 42 | John Hunter Nemechek    | Travis Mack         | [ 17 ] [ 75 ]                                    |
| Toyota      | Legacy Motor Club        | 43 | Erik Jones              | Ben Beshore         | [ 76 ] [ 75 ]                                    |

### Equipos con calendario Limitado
| Constructor | Equipo                   | Nº  | Piloto            | Jefe de equipo | Carreras | Referencias                        |
| ----------- | ------------------------ | --- | ----------------- | -------------- | -------- | ---------------------------------- |
| Chevrolet   | Beard Motorsports        | 62  | Anthony Alfredo   | Darren Shaw    | 1        | [ 77 ]                             |
| Chevrolet   | JR Motorsports           | 40  | Justin Allgaier   | Greg Ives      | 1        | [ 78 ]                             |
| Chevrolet   | Live Fast Motorsports    | 78  | B. J. McLeod      | TBA            | 7        | [ 79 ]                             |
| Chevrolet   | NY Racing Team           | 44  | J. J. Yeley       | Jay Guy        | 1        | [ 80 ]                             |
| Chevrolet   | Richard Childress Racing | 33  | TBA               | Andy Street    | TBA      | [ 81 ]                             |
| Chevrolet   | Richard Childress Racing | TBA | Will Brown        | TBA            | 2        | [ 82 ]                             |
| Chevrolet   | Team AmeriVet            | 50  | TBA               | TBA            | TBA      | [ 83 ]                             |
| Chevrolet   | Trackhouse Racing        | 87  | Connor Zilisch    | TBA            | 1        | [ 84 ] [ 85 ]                      |
| Chevrolet   | Trackhouse Racing        | 91  | Hélio Castroneves | Darian Grubb   | 1        | [ 86 ] [ 87 ] [ 88 ]               |
| Ford        | Garage 66                | 66  | Chandler Smith    | TBA            | 1        | [ 89 ] [ 90 ] [ 91 ] [ 92 ] [ 93 ] |
| Ford        | Rick Ware Racing         | 01  | Corey LaJoie      | TBA            | TBA      | [ 53 ] [ 94 ]                      |
| Toyota      | Legacy Motor Club        | 84  | Jimmie Johnson    | TBA            | 2        | [ 95 ]                             |
| Toyota      | Tricon Garage            | 56  | Martin Truex Jr.  | Cole Pearn     | 1        | [ 96 ] [ 97 ] [ 98 ] [ 99 ]        |

Notes
1. 1 2  Both FRM and 23XI are under an injunction, which currently ensures they remain chartered due to an ongoing lawsuit against NASCAR.

### Cambios de Equipos
Nuevos equipos/cambios de marca
- Haas Factory Team fue formado por Gene Haas después de retener el único contrato restante de Stewart – Haas Racing. El equipo correrá con el auto No. 41, conducido por Cole Custer.
- JTG Daugherty Racing pasó a llamarse Hyak Motorsports, tras la salida de los copropietarios Jodi y Tad Geschickter. Brad Daugherty conserva su participación en la propiedad del equipo, junto con Gordon Smith, Mark Hughes y Ernie Cope.
- JR Motorsports debutará en la serie de la Copa en las 500 Millas de Daytona de 2025 con el auto No. 40 conducido por Justin Allgaier. Según el equipo, no están previstas más carreras.
- Tricon Garage presentará un auto de la serie por primera vez en las 500 Millas de Daytona de 2025. Martin Truex Jr. conducirá el No. 56.
- MBM Motorsports cambió el nombre de su entrada a la Copa a Garage 66.

Expansiones
- 23XI Racing, Front Row Motorsports y Trackhouse Racing compraron los alquileres de Stewart – Haas Racing durante la temporada 2024. El tercer coche de 23XI será el No. 35, conducido por Riley Herbst. El tercer coche de FRM será el No. 4 de Noah Gragson, y el de Trackhouse será el No. 88, conducido por Shane van Gisbergen.
- RFK Racing alquiló un tercer coche a Rick Ware Racing para presentar el No. 60 a tiempo completo, conducido por Ryan Preece.

Cierres
- Stewart – Haas Racing cerró sus operaciones al final de la temporada 2024.

Constructores
- Chevrolet seguirá presentando autos con la carrocería Camaro ZL1, pero sin la marca Camaro, ya que el fabricante descontinuó el auto después de 2023 sin reemplazo directo. En cambio, los coches llevarán la marca "ZL1".[100]

Patrocinios
- WeatherTech patrocinará a Trackhouse Racing para el auto No. 88 conducido por Shane van Gisbergen durante la temporada 2025, como se anunció durante la temporada 2024. WeatherTech patrocinó a van Gisbergen durante la temporada 2024 de la NASCAR Xfinity Series.
- FedEx no regresará a Joe Gibbs Racing, Denny Hamlin y NASCAR durante la temporada 2025, como se anunció al final de la temporada 2024.[2] Además, He Gets Us, Mavis Tires & Brakes y Auto-Owners Insurance supuestamente dejaron JGR después de la temporada 2024.[3]
- Kroger no regresará a JTG Daugherty Racing por Ricky Stenhouse Jr. durante la temporada 2025, como se anunció al final de la temporada 2024. La cadena de supermercados anunció más tarde que se mudaron a RFK Racing después del anuncio del tercer contrato.
- Love's Travel Stops continuará patrocinando el auto número 34 de Todd Gilliland de Front Row Motorsports para varias carreras en 2025. El padre de Todd, David, representó a Love's en FRM.
- Amazon Prime firmó un acuerdo de varios años para servir como patrocinador del auto No. 9 de Hendrick Motorsports de Chase Elliott, a partir de 2025.
- Campbell's se unió a Joe Gibbs Racing como socio para la temporada 2025 después de firmar un acuerdo de asociación con Harris Blitzer Sports & Entertainment, un inversor en JGR.
- Traveler Whiskey, en colaboración con Chris Stapleton, patrocinará a JR Motorsports para el auto No. 40 conducido por Justin Allgaier en las 500 Millas de Daytona de 2025.[78]

- Winchester Repeating Arms Company se unirá a Bass Pro Shops para patrocinar el auto No. 3 de Richard Childress Racing conducido por Austin Dillon.
- SunnyD firmó un acuerdo de varios años para patrocinar el Hyak Motorsports No. 47 conducido por Stenhouse Jr. durante 5 carreras en 2025. SunnyD dejó Stewart – Haas Racing tras el cierre del equipo en 2024.
- Rush Truck Centers seguirá a Noah Gragson de Stewart – Haas Racing a Front Row Motorsports para 2025. Patrocinarán su auto número 4 en ocho carreras.
- King's Hawaiian dejó RFK Racing para patrocinar el auto No. 11 de Joe Gibbs Racing, supuestamente debido a un conflicto de marca con uno de los nuevos patrocinadores de RFK.
- Red Bull regresará a NASCAR para patrocinar los autos Trackhouse Racing Nos. 87 y 88 durante seis carreras.
- Saia firmó un acuerdo de varios años para patrocinar el Joe Gibbs Racing No. 54 conducido por Ty Gibbs durante siete carreras en 2025.

### Cambios de Pilotos
Cambios de equipo
- Los ex pilotos de SHR, Noah Gragson, Josh Berry, Ryan Preece y Chase Briscoe, se mudaron a Front Row Motorsports, Wood Brothers Racing, RFK Racing y Joe Gibbs Racing, respectivamente.
- Michael McDowell dejará Front Row Motorsports para conducir el auto número 71 de Spire Motorsports en un contrato de varios años, reemplazando a Zane Smith.
- Zane Smith dejará Spire Motorsports para conducir el No. 38 de Front Row Motorsports, reemplazando a Michael McDowell.
- Cody Ware regresará al auto No. 51 de Rick Ware Racing después de conducir a tiempo parcial en el auto No. 15 en 2024.
- Corey LaJoie conducirá a tiempo parcial el auto No. 01 de Rick Ware Racing (anteriormente el auto No. 15) después de conducir el auto No. 51 durante siete carreras en 2024.[53][94]

Cambios de Serie
- A. J. Allmendinger regresará a la competencia de la Copa a tiempo completo en el auto Kaulig Racing No. 16 después de correr a tiempo parcial en 2024.
- Harrison Burton, quien fue liberado por Wood Brothers Racing, regresará a la Serie Xfinity para AM Racing en 2025.
- Cole Custer regresará a la Cup Series después de correr a tiempo completo en la Xfinity Series durante dos años.
- Daniel Hemric regresará a la Serie de Camionetas y conducirá la camioneta No. 19 para McAnally-Hilgemann Racing. Ty Dillon lo reemplazará como piloto del auto No. 10 de Kaulig Racing (renumerado desde el No. 31), luego de correr la Serie de Camionetas en 2024.[12]

Retiros
- Martin Truex Jr. se retiró de la competición a tiempo completo al finalizar la temporada 2024.[70]

Novatos
- Shane van Gisbergen y Riley Herbst pasarán a la Cup Series a tiempo completo después de correr en la Xfinity Series en 2024.[64]

### Otros cambios potenciales y rumoreados
Equipos
- Andretti Global ha mostrado interés en expandir sus operaciones a la Cup Series.[101]

Pilotos
- El dos veces campeón de IndyCar y dos veces ganador de las 500 Millas de Indianápolis, Josef Newgarden, ha mostrado interés en conducir en la Copa.[102]

Patrocinios
- NASCAR está buscando un cuarto socio principal para la Cup Series junto con Busch Beer, Coca-Cola y Xfinity, luego de la salida de GEICO de la asociación después de la temporada 2024.
- Se espera que Aaron's regrese a NASCAR y patrocine los autos No. 34 y No. 38 de Front Row Motorsports.[103][104]

## Cambios de Reglamento

### Pretemporada
- Se introdujo una nueva regla de "Exención Abierta Provisional" para la Copa NASCAR, que permite a los conductores de clase mundial competir en una carrera. Estos pilotos no obtendrán puntos de carrera, puntos de playoffs, premios en metálico ni ventajas de desempate en función de su posición final. Sin embargo, conservarán la victoria, incluido el trofeo y la elegibilidad para el Juego de Estrellas. El que finalice en segundo lugar recibirá puntos de primer lugar, pero no obtendrá puntos de playoffs ni será elegible para los playoffs.
- Los vehículos incluidos en la Póliza de Vehículos Dañados (DVP) pueden conducir hasta el garaje o ser remolcados allí si es necesario. Se activa un reloj de reparación de 7 minutos (8 minutos para Atlanta) para los vehículos en reparación en la calle de boxes. Una vez transcurrido el tiempo, el vehículo deberá trasladarse al garaje para continuar con las reparaciones pero no será descalificado de la carrera. Si un vehículo no puede llegar a boxes debido a daños o pinchazos, será remolcado directamente al garaje. Además, si un coche sale de su box y el reloj de reparación expira antes de cruzar la línea amarilla de pit-out, se impondrá una penalización.
- Si se concede una exención de los playoffs por perderse una carrera (las excepciones a la pérdida de puntos de los playoffs incluyen razones médicas (medicina del conductor, nacimiento de un hijo, emergencia familiar, etc.) y restricciones de edad), el conductor perderá todos los playoffs actuales y futuros. puntos (obtenidos antes de los playoffs) y comenzará los playoffs con un máximo de 2,000 puntos.
- Las violaciones de las reglas por parte de un OEM pueden resultar en una pérdida de puntos de fabricante y/o pérdida de horas en el túnel de viento y/o pérdida de recorridos RCFD. Se impondrán sanciones por infracciones de la política de pruebas de vehículos, la política del túnel de viento, la lista de eventos y la política del código de conducta.
- Las suspensiones resultantes de penalizaciones técnicas podrán ser aplazadas, sin recurso, hasta la carrera siguiente a la penalización. Todas las demás suspensiones entran en vigor inmediatamente.

## Calendario
El calendario de 2025 se publicó el 29 de agosto de 2024 y consta de 30 carreras en óvalos, 5 carreras en autódromos, una carrera en pista urbana y 4 carreras que no son de campeonato que se llevarán a cabo en óvalos. Los horarios de inicio se anunciaron el 13 de noviembre.[2]
Notas: Los nombres de las carreras y los patrocinadores principales están sujetos a cambios. No se han anunciado todos los patrocinadores principales/nombres de las carreras para 2025. Para las carreras en las que aún no se ha anunciado un nombre y un patrocinador principal para 2025, se enumeran los patrocinadores principales/nombres de esas carreras en 2024.
| N.º                         | Carrera                                       | Circuito                           | Localidad                            | Fecha             | Hora (ET)         | TV                | Radio             |                   |
| Temporada Regular           | Temporada Regular                             | Temporada Regular                  | Temporada Regular                    | Temporada Regular | Temporada Regular | Temporada Regular | Temporada Regular | Temporada Regular |
| --------------------------- | --------------------------------------------- | ---------------------------------- | ------------------------------------ | ----------------- | ----------------- | ----------------- | ----------------- | ----------------- |
|                             | Cook Out Clash at Bowman Gray Stadium         | O Bowman Gray Stadium              | Winston-Salem, Carolina del Norte    | Febrero 2         | 8 PM              | Fox               | MRN               |                   |
| The Duel at Daytona         | O Daytona International Speedway              | Daytona Beach, Florida             | Febrero 13                           | 7 PM              | FS1               |                   | MRN               |                   |
| 1                           | O Daytona International Speedway              | Daytona Beach, Florida             | Daytona 500                          | Febrero 16        | 2:30 PM           | Fox               | MRN               |                   |
| 2                           | Ambetter Health 400                           | O Atlanta Motor Speedway           | Hampton, Georgia                     | Febrero 23        | 3 PM              | Fox               | PRN               |                   |
| 3                           | EchoPark Automotive Grand Prix                | R Circuit of the Americas          | Austin, Texas                        | Marzo 2           | 3:30 PM           | Fox               | PRN               |                   |
| 4                           | Shriners Children's 500                       | O Phoenix Raceway                  | Avondale, Arizona                    | Marzo 9           | 3:30 PM           | FS1               | MRN               |                   |
| 5                           | Pennzoil 400                                  | O Las Vegas Motor Speedway         | Las Vegas, Nevada                    | Marzo 16          | 3:30 PM           | FS1               | PRN               |                   |
| 6                           | Straight Talk Wireless 400                    | O Homestead–Miami Speedway         | Homestead, Florida                   | Marzo 23          | 3 PM              | FS1               | MRN               |                   |
| 7                           | Cook Out 400                                  | O Martinsville Speedway            | Ridgeway, Virginia                   | Marzo 30          | 3 PM              | FS1               | MRN               |                   |
| 8                           | Goodyear 400                                  | O Darlington Raceway               | Darlington, Carolina del Sur         | Abril 6           | 3 PM              | FS1               | MRN               |                   |
| 9                           | Food City 500                                 | O Bristol Motor Speedway           | Bristol, Tennessee                   | Abril 13          | 3 PM              | FS1               | PRN               |                   |
| 10                          | Jack Link's 500                               | O Talladega Superspeedway          | Lincoln, Alabama                     | Abril 27          | 3 PM              | Fox               | MRN               |                   |
| 11                          | Würth 400                                     | O Texas Motor Speedway             | Fort Worth, Texas                    | Mayo 4            | 3:30 PM           | FS1               | PRN               |                   |
| 12                          | AdventHealth 400                              | O Kansas Speedway                  | Kansas City, Kansas                  | Mayo 11           | 3 PM              | FS1               | MRN               |                   |
|                             | NASCAR All Star Open                          | O North Wilkesboro Speedway        | North Wilkesboro, Carolina del Norte | Mayo 18           | 6 PM              | FS1               | MRN               |                   |
| NASCAR All-Star Race        | 8 PM                                          | O North Wilkesboro Speedway        | North Wilkesboro, Carolina del Norte | Mayo 18           |                   | FS1               | MRN               |                   |
| 13                          | Coca-Cola 600                                 | O Charlotte Motor Speedway         | Concord, Carolina del Norte          | Mayo 25           | 6 PM              | Prime             | PRN               |                   |
| 14                          | Ally 400                                      | O Nashville Superspeedway          | Lebanon, Tennessee                   | Junio 1           | 7 PM              | Prime             | PRN               |                   |
| 15                          | FireKeepers Casino 400                        | O Michigan International Speedway  | Brooklyn, Michigan                   | Junio 8           | 2 PM              | Prime             | MRN               |                   |
| 16                          | NASCAR Cup Series at Mexico City              | R Autódromo Hermanos Rodríguez     | Ciudad de México, México             | Junio 15          | 3 PM              | Prime             | MRN               |                   |
| 17                          | The Great American Getaway 400                | O Pocono Raceway                   | Long Pond, Pennsylvania              | Junio 22          | 2 PM              | Prime             | MRN               |                   |
| NASCAR in-season tournament |                                               |                                    |                                      |                   |                   |                   |                   |                   |
| 18                          | Quaker State 400 available at Walmart         | O Atlanta Motor Speedway           | Hampton, Georgia                     | Junio 28          | 7 PM              | TNT               | PRN               |                   |
| 19                          | Grant Park 165                                | S Chicago Street Course            | Chicago, Illinois                    | Julio 6           | 2 PM              | TNT               | MRN               |                   |
| 20                          | Toyota/Save Mart 350                          | R Sonoma Raceway                   | Sonoma, California                   | Julio 13          | 3:30 PM           | TNT               | PRN               |                   |
| 21                          | Autotrader EchoPark Automotive 400            | O Dover Motor Speedway             | Dover, Delaware                      | Julio 20          | 2 PM              | TNT               | PRN               |                   |
| 22                          | Brickyard 400 presented by PPG                | O Indianapolis Motor Speedway      | Speedway, Indiana                    | Julio 27          | 2 PM              | TNT               | IMS               |                   |
| Temporada Regular           |                                               |                                    |                                      |                   |                   |                   |                   |                   |
| 23                          | Iowa Corn 350 powered by Ethanol              | O Iowa Speedway                    | Newton, Iowa                         | Agosto 3          | 3:30 PM           | USA               | MRN               |                   |
| 24                          | Go Bowling at The Glen                        | R Watkins Glen International       | Watkins Glen, Nueva York             | Agosto 10         | 2 PM              | USA               | MRN               |                   |
| 25                          | Cook Out 400                                  | O Richmond Raceway                 | Richmond, Virginia                   | Agosto 16         | 7:30 PM           | USA               | MRN               |                   |
| 26                          | Coke Zero Sugar 400                           | O Daytona International Speedway   | Daytona Beach, Florida               | Agosto 23         | 7:30 PM           | NBC               | MRN               |                   |
| NASCAR Cup Series Playoffs  |                                               |                                    |                                      |                   |                   |                   |                   |                   |
| Ronda de 16                 |                                               |                                    |                                      |                   |                   |                   |                   |                   |
| 27                          | Cook Out Southern 500                         | O Darlington Raceway               | Darlington, Carolina del Sur         | Agosto 31         | 6 PM              | USA               | MRN               |                   |
| 28                          | Enjoy Illinois 300 presented by TicketSmarter | O World Wide Technology Raceway    | Madison, Illinois                    | Septiembre 7      | 3 PM              | USA               | MRN               |                   |
| 29                          | Bass Pro Shops Night Race                     | O Bristol Motor Speedway           | Bristol, Tennessee                   | Septiembre 13     | 7:30 PM           | USA               | PRN               |                   |
| Ronda de 12                 |                                               |                                    |                                      |                   |                   |                   |                   |                   |
| 30                          | USA Today 301                                 | O New Hampshire Motor Speedway     | Loudon, New Hampshire                | Septiembre 21     | 2 PM              | USA               | PRN               |                   |
| 31                          | Hollywood Casino 400 presented by ESPN BET    | O Kansas Speedway                  | Kansas City, Kansas                  | Septiembre 28     | 3 PM              | USA               | MRN               |                   |
| 32                          | Bank of America Roval 400                     | R Charlotte Motor Speedway (Roval) | Concord, Carolina del Norte          | Octubre 5         | 3 PM              | USA               | PRN               |                   |
| Ronda de 8                  |                                               |                                    |                                      |                   |                   |                   |                   |                   |
| 33                          | South Point 400                               | O Las Vegas Motor Speedway         | Las Vegas, Nevada                    | Octubre 12        | 5:30 PM           | USA               | PRN               |                   |
| 34                          | YellaWood 500                                 | O Talladega Superspeedway          | Lincoln, Alabama                     | Octubre 19        | 2 PM              | NBC               | MRN               |                   |
| 35                          | Xfinity 500                                   | O Martinsville Speedway            | Ridgeway, Virginia                   | Octubre 26        | 2 PM              | NBC               | MRN               |                   |
| Final                       |                                               |                                    |                                      |                   |                   |                   |                   |                   |
| 36                          | NASCAR Cup Series Championship Race           | O Phoenix Raceway                  | Avondale, Arizona                    | Noviembre 2       | 3 PM              | NBC               | MRN               |                   |

Las carreras en negrita indican un evento generalmente conocido como carrera Crown Jewel.
 O  Circuito Oval
 R  Circuito Regular
 S  Circuito Urbano

### Cambios de Calendario confirmados
- La Quaker State 400 en Atlanta Motor Speedway será la carrera inaugural del nuevo torneo de temporada de NASCAR.
- El Cook Out Clash se trasladará al Bowman Gray Stadium en 2025, reemplazando a los Angeles Memorial Coliseum. Será la primera carrera de la Copa NASCAR celebrada en esta pista desde 1971.
- El Autódromo Hermanos Rodríguez albergará una carrera con pago de puntos, convirtiéndose en la primera carrera de la Copa con pago de puntos fuera de los EE. UU. Richmond Raceway perderá una fecha para adaptarse a este cambio.
- Las carreras en Gateway Motorsports Park, New Hampshire Motor Speedway y Southern 500 en Darlington Raceway se agregarán al calendario de playoffs. Como parte de este cambio de calendario, Watkins Glen International, Homestead-Miami Speedway y Quaker State 400 en Atlanta Motor Speedway pasarán a la temporada regular.
- El Domingo de Pascua será una semana de descanso por primera vez desde 2021, se ha colocado entre Food City 500 y Jack Link's 500.
- El 20 de noviembre de 2024, NASCAR anunció que la carrera en el Circuito de las Américas se convertiría en un trazado de 2,3 millas.[111]